# 有关部门
有关部门，或称有关单位、相关部门、有关方面，相当于古籍所称的有司，中华人民共和国政府和中华人民共和国媒体使用的一种代称，指与事件有关系的部门或组织。

## 轶闻
由于“有关部门”之表述指代模糊，因而与「境外敵對勢力」一起被戏称为“世界上最神秘的组织”。
2019年5月6日，中华人民共和国外交部发言人耿爽在回应记者关于其所指的中美贸易磋商“有关部门”是哪一个时表示：「有关部门当然就是有关的部门了。无关的就不能称为有关部门。所以我建议你还是要向他们询问。」。因三句话逻辑缠绕又相当于没有回答，被认为“绕口令”“踢皮球”“打太极”，而一时火热。